# Marc Cucurella
Marc Cucurella, född 22 juli 1998, är en spansk fotbollsspelare som spelar för Chelsea och Spaniens landslag.

## Klubbkarriär
Den 31 augusti 2021 värvades Cucurella av Brighton & Hove Albion, där han skrev på ett femårskontrakt.
Den 5 augusti 2022 värvades Cucurella av Chelsea, där han skrev på ett sexårskontrakt.

## Landslagskarriär
Cucurella debuterade för Spaniens landslag den 8 juni 2021 i en 4–0-vinst över Litauen. Han var en del av Spaniens U23-landslag som tog silver i herrarnas turnering vid olympiska sommarspelen 2020 i Tokyo.